# Pan (Newsreader)
Pan ist ein erstmals am 30. Juli 1999 veröffentlichter, freier Newsreader.
Pan erlaubt außer dem Anzeigen und Senden von Artikeln auch das Herunterladen von Dateianhängen und das Speichern von Artikelinhalten ganzer Threads oder Gruppen zum Offline-Lesen. Ursprünglich wurde er für Unixoides Systeme entwickelt, ist inzwischen aber auf allen gängigen Betriebssystemen lauffähig. Pan benötigt GTK2.
Pan wurde ursprünglich von Matt Eagleson entwickelt. Dem Entwicklerteam gehören jetzt auch Charles Kerr und Christophe Lambin an. Der Name war ursprünglich ein Akronym für „Pimp Ass Newsreader“, ist jetzt aber eine Eigenbezeichnung ohne Langform.
Nachdem die Weiterentwicklung von Pan Ende 2003 für eine Weile eingeschlafen war, begann Charles Kerr an einer kompletten Neufassung in C++ zu arbeiten. Seit April 2006 werden in kurzen Abständen Beta-Versionen der neuen Fassung veröffentlicht, die sich unter anderem durch eine deutlich erhöhte Geschwindigkeit, geringeren Speicherverbrauch und die gleichzeitige, automatische Unterstützung mehrerer News-Server auszeichnet.